# 29374 Kazumitsu
29374 Kazumitsu este un asteroid din centura principală de asteroizi.

## Descriere
29374 Kazumitsu este un asteroid din centura principală de asteroizi. A fost descoperit pe 13 aprilie 1996 la Kitami de Kin Endate și Kazuro Watanabe. Asteroidul prezintă o orbită caracterizată de o semiaxă mare de 2,37 ua, o excentricitate de 0,18 și o înclinație de 2,6° în raport cu ecliptica.